# Faissal Ebnoutalib
Faissal Ebnoutalib (Nador, 20 novembre 1970) è un ex taekwondoka tedesco, vincitore di una medaglia d'argento ai Giochi olimpici di Sydney 2000.

## Palmarès
| Anno | Manifestazione  | Sede     | Evento | Risultato | Note |
| ---- | --------------- | -------- | ------ | --------- | ---- |
| 1999 | Mondiali        | Edmonton | −84 kg | Bronzo    |      |
| 2000 | Giochi olimpici | Sydney   | −80 kg | Argento   |      |
| 2000 | Europei         | Patrasso | −84 kg | Oro       |      |